# Маркарюд (комуна)
Комуна Маркарюд (швед. Markaryds kommun) — адміністративно-територіальна одиниця місцевого самоврядування, що розташована в лені Крунуберг у центральній Швеції.
Маркарюд 179-а за величиною території комуна Швеції. Адміністративний центр комуни — місто Маркарюд.

## Населення
Населення становить 9 510 осіб (станом на вересень 2012 року). 
| Кількість населення комуни Маркарюд за 1970-2010 роки | Кількість населення комуни Маркарюд за 1970-2010 роки | Кількість населення комуни Маркарюд за 1970-2010 роки | Кількість населення комуни Маркарюд за 1970-2010 роки | Кількість населення комуни Маркарюд за 1970-2010 роки |
| ----------------------------------------------------- | ----------------------------------------------------- | ----------------------------------------------------- | ----------------------------------------------------- | ----------------------------------------------------- |
| Рік                                                   |                                                       |                                                       | Населення                                             |                                                       |
| 1970                                                  | 1970                                                  |                                                       | 11 795                                                | 11 795                                                |
| 1975                                                  | 1975                                                  |                                                       | 11 918                                                | 11 918                                                |
| 1980                                                  | 1980                                                  |                                                       | 11 798                                                | 11 798                                                |
| 1985                                                  | 1985                                                  |                                                       | 11 265                                                | 11 265                                                |
| 1990                                                  | 1990                                                  |                                                       | 11 093                                                | 11 093                                                |
| 1995                                                  | 1995                                                  |                                                       | 10 609                                                | 10 609                                                |
| 2000                                                  | 2000                                                  |                                                       | 9 798                                                 | 9 798                                                 |
| 2005                                                  | 2005                                                  |                                                       | 9 571                                                 | 9 571                                                 |
| 2010                                                  | 2010                                                  |                                                       | 9 619                                                 | 9 619                                                 |
| Джерело: SCB                                          |                                                       |                                                       |                                                       |                                                       |

## Населені пункти
Комуні підпорядковано 4 міські поселення (tätort) та низка сільських, більші з яких:
- Маркарюд (Markaryd)
- Стремснесбрук (Strömsnäsbruk)
- Трарюд (Traryd)
- Тімсфорс (Timsfors)

## Галерея

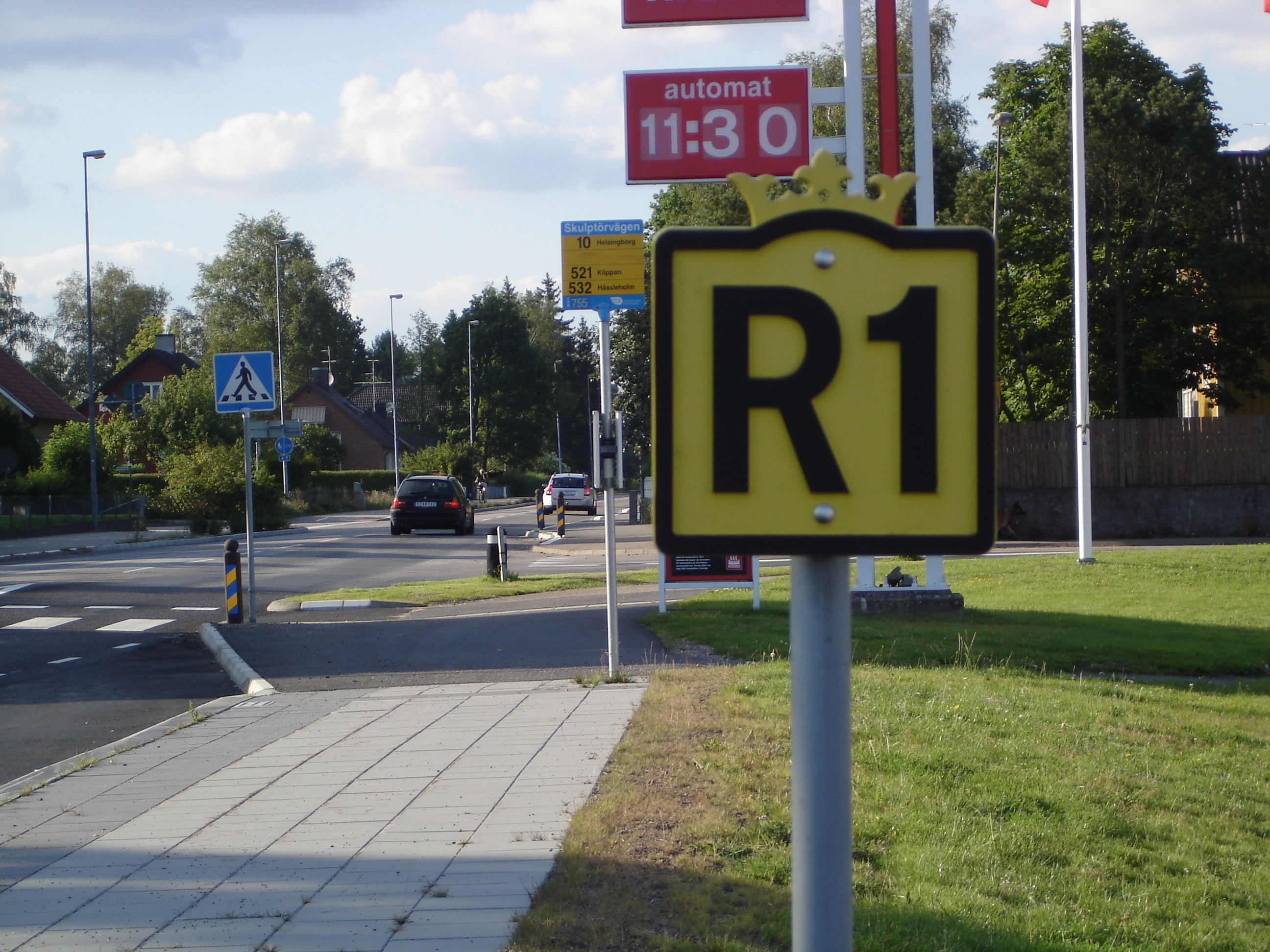
Маркарюд
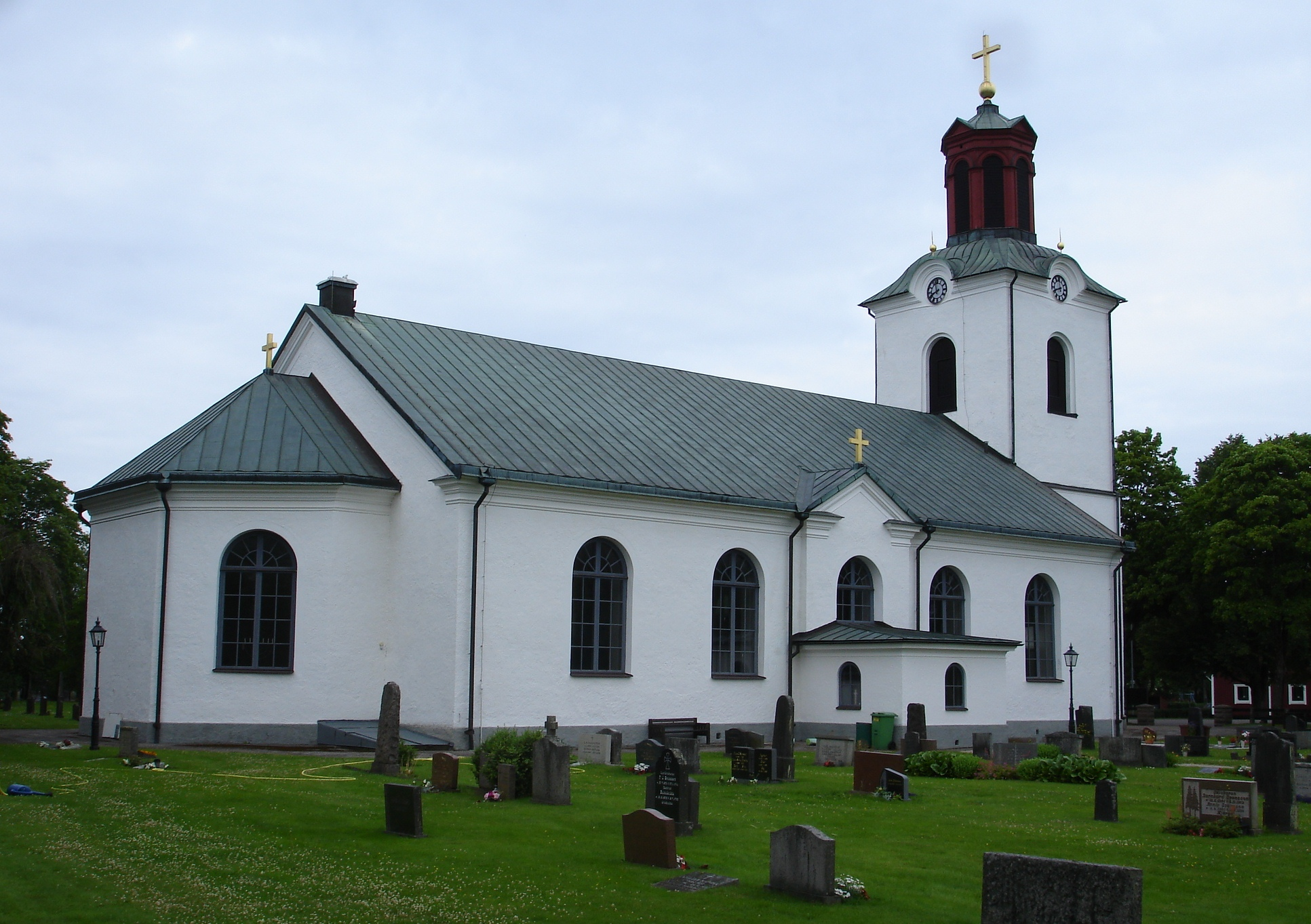
Церква (Трарюд)
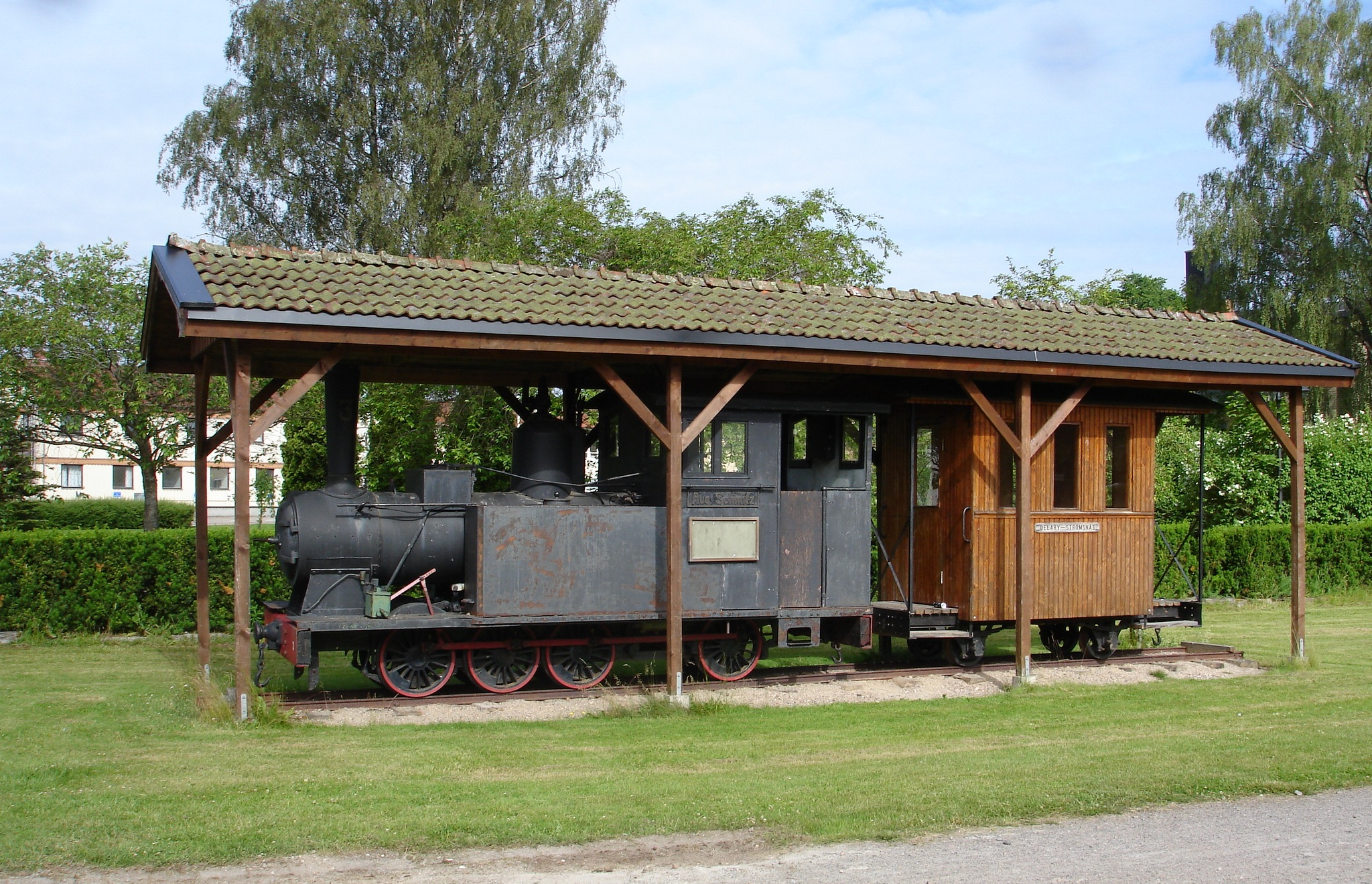
Старий паровоз (Стремснесбрук)

## Виноски
1. ↑  Andersson P. Sveriges kommunindelning 1863-1993 — Mjölby: Draking, 1993. — 132 с. — ISBN 978-91-87784-05-7
2. ↑  Folkmangd i riket, lan och kommuner (шв.) . Центральне бюро статистики Швеції. Архів оригіналу за 20 серпня 2013. Процитовано 10 лютого 2013.